# Università degli Studi di Firenze
L'Università degli Studi di Firenze (in acronimo UniFi) è un'università statale italiana sita nell'omonima città e fondata nel 1321 come Studium Generale.

## Storia
Il 25 maggio dell'anno 825 l'imperatore Lotario I promulga il capitolare di Corteolona che costituì le scuole imperiali, oltre a Pavia capitale del Regno d'Italia, anche Firenze ebbe la scuola di diritto, di retorica e arti liberali, ereditando la tradizione della scuola di diritto, fondata dall'imperatore romano Teodosio I; dalla sede di Firenze dipendevano gli studenti dell'allora Tuscia carolingia.
L'università di Firenze trae origine dallo Studium Generale istituito grazie a una delibera della Repubblica Fiorentina nel 1321. Ai suoi albori, presso lo studium s'insegnarono discipline quali giurisprudenza civile e canonica, letteratura e medicina; tuttavia nel 1324, dopo soli tre anni, fu costretto a cessare le attività. Gli insegnamenti ripresero nel 1349, grazie all'intercessione di papa Clemente VI, il quale concesse allo studium la possibilità di conferire diplomi regolari (privilegia maxima), oltre a stabilirvi la prima facoltà di teologia d'Italia.
Nel 1364, durante il regno dell'imperatore Carlo IV, l'ateneo fiorentino divenne università imperiale, la quale tuttavia, andò incontro negli anni successivi ad un'ulteriore interruzione delle attività didattiche. Nel 1387 furono promulgati dei nuovi statuti: fu istituita la prima cattedra di greco d'Europa e fu promosso lo sviluppo della medicina grazie ad una direttiva comunale che prevedeva la concessione di due cadaveri per gli studi anatomici.
Nel 1473, lo studium fu trasferito a Pisa, ad opera di Lorenzo il Magnifico, ed accorpato all'Università di Pisa, la quale divenne centro culturale di riferimento del Granducato di Toscana per volontà della stessa famiglia de' Medici. A Firenze sopravvisse unicamente il collegio teologico con gli insegnamenti umanistici.
Carlo VIII ricondusse temporaneamente lo studium a Firenze tra il 1497 e il 1515, salvo poi esser trasferito nuovamente a Pisa con il ritorno dei Medici. I continui cambi di sede, non influirono ciononostante con le attività di studio e ricerca fiorentine, difatti durante il dominio di Cosimo I de' Medici crebbe il numero delle cattedre e furono incentivati l'insegnamento e l'esercizio della medicina; in aggiunta, la ricerca scientifica e letteraria venivano portate avanti dalle accademie della Crusca e del Cimento. La diffusione della cultura attraverso tali "canali paralleli" rimase pressoché immutata a Firenze sino all'Unità d'Italia, allorquando nel 1859, il granduca Leopoldo II fu esiliato e gli insegnamenti furono unificati confluendo nell'Istituto di studi superiori pratici e di perfezionamento. L'anno seguente fu riconosciuto dallo stato italiano unitario il carattere universitario dell'istituto, benché soltanto nel 1924 un decreto ne sancì il riconoscimento ufficialmente quale università.

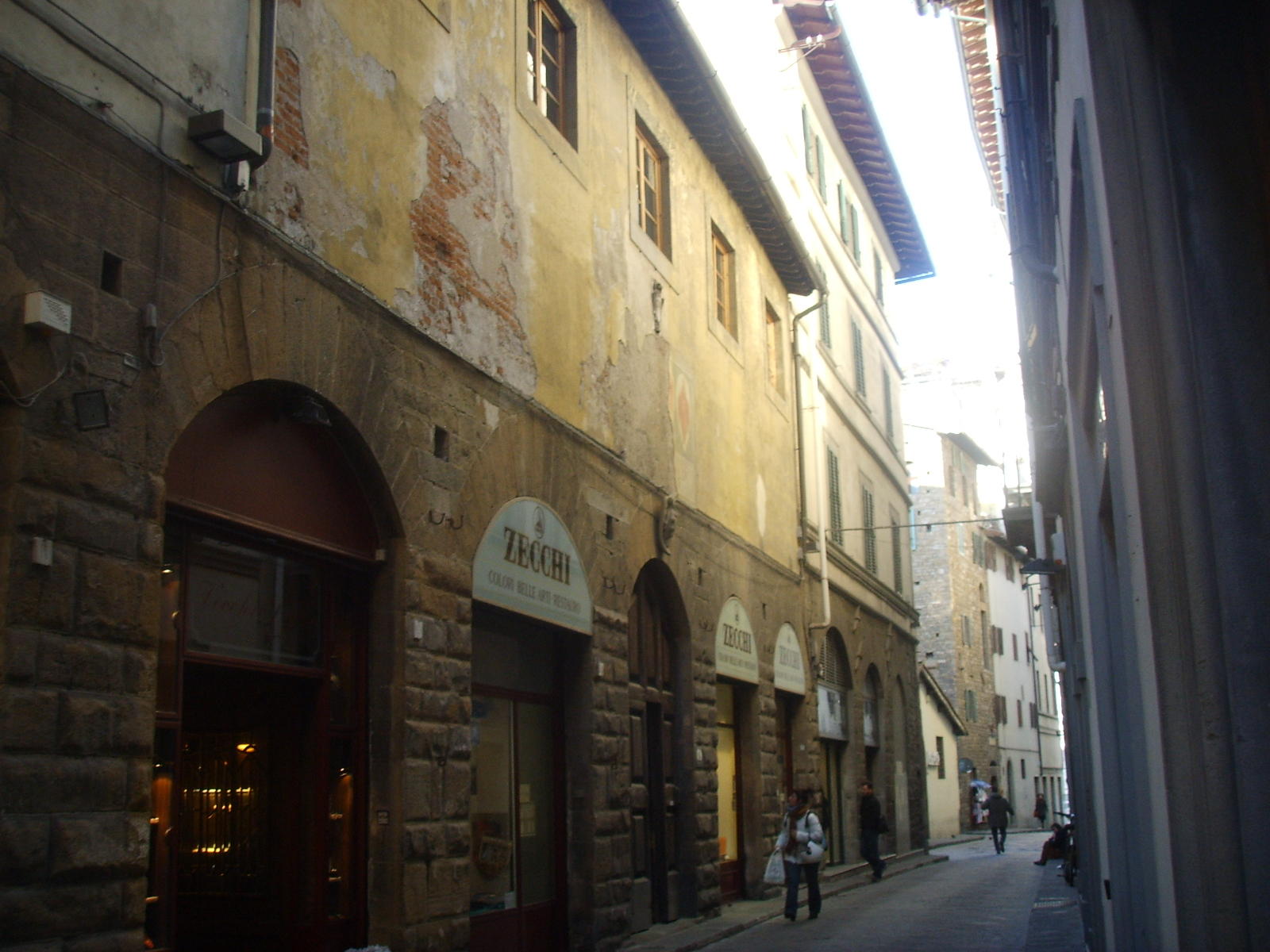
Via dello Studio, la sede del primo Studio Fiorentino

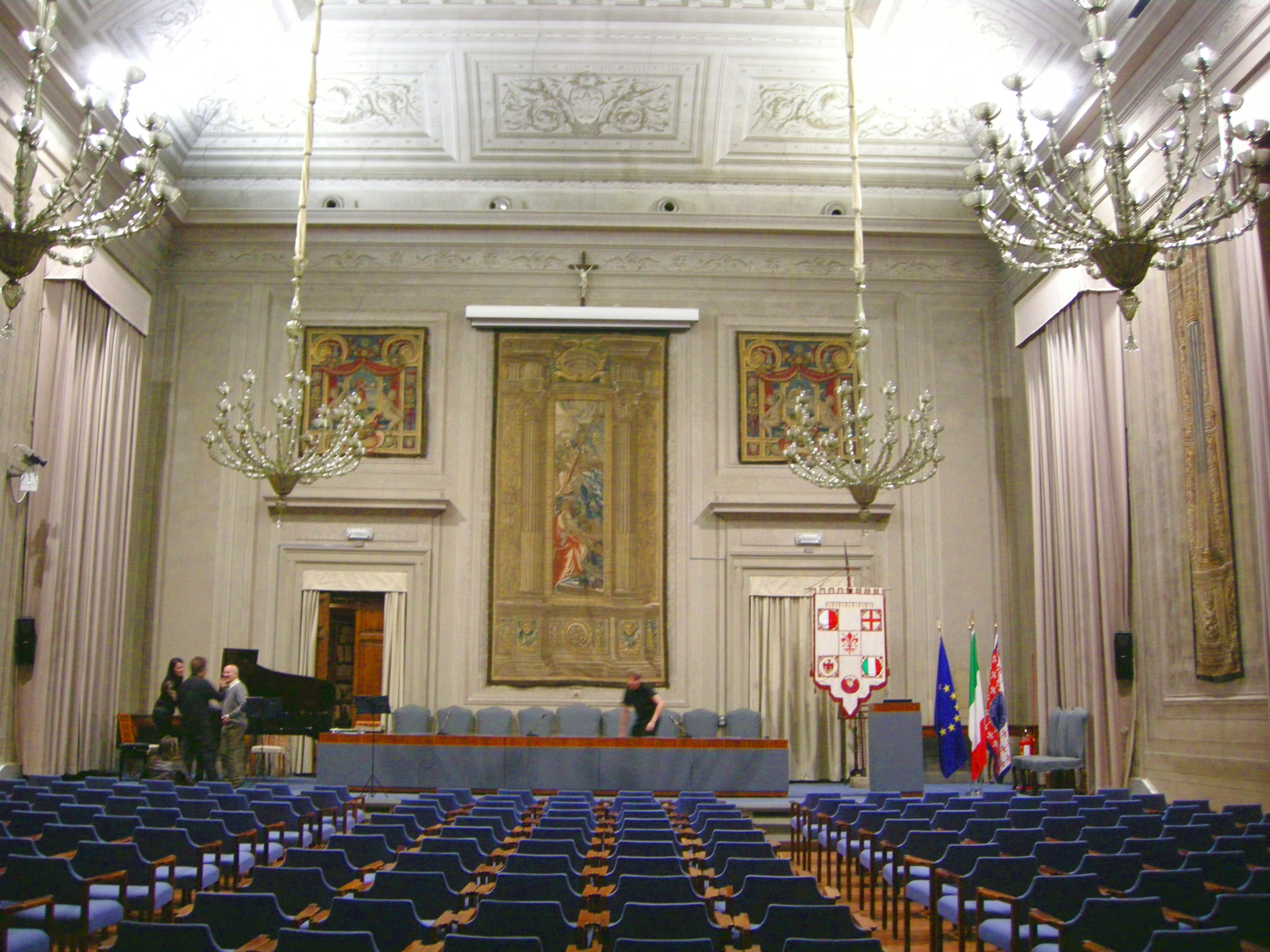
Aula magna del rettorato dell'Università di Firenze

### Identità visiva
Dalla progettazione del 1932 il logo dell'università contiene l'effigie di re Salomone, il sapiente sovrano d'Israele nelle fonti bibliche. Dal 2012 il Salomone è stato riadattato a mezzo busto, evidenziandone gli elementi di autorità e sapienza. Il logo di ateneo è costruito da Salomone, tra identità e continuità, e lettering su tre righe.

## Struttura
L'università è organizzata nei seguenti dipartimenti:
- Architettura
- Biologia
- Chimica
- Fisica e astronomia
- Formazione, lingue, intercultura, letterature e psicologia
- Ingegneria civile e ambientale
- Ingegneria industriale
- Ingegneria dell'informazione
- Ingegneria gestionale
- Lettere e filosofia
- Matematica e informatica
- Medicina sperimentale e clinica
- Neuroscienze, psicologia, area del farmaco e salute del bambino
- Scienze biomediche, sperimentali e cliniche
- Scienze per l'economia e l'impresa
- Scienze giuridiche
- Scienze politiche e sociali
- Scienze della salute
- Scienze della Terra
- Scienze e tecnologie agrarie, alimentari, ambientali e forestali
- Statistica, informatica, applicazioni
- Storia, archeologia, geografia, arte e spettacolo

E vi si trovano le seguenti scuole:
- Agraria
- Architettura
- Economia e management
- Giurisprudenza
- Ingegneria
- Psicologia
- Scienze della salute umana
- Scienze matematiche, fisiche e naturali
- Scienze politiche
- Studi umanistici e della formazione

### Ricerca
Il Centro di risonanze magnetiche (CERM) è una struttura di ricerca dell'ateneo fondata da Ivano Bertini e specializzata nell'applicazione degli studi tramite NMR sulle biomolecole.

### Sistema bibliotecario
Il sistema bibliotecario di ateneo è un'unità organizzativa costituita dall'insieme delle strutture bibliotecarie e di documentazione dell'università e delle risorse destinate al loro funzionamento, volte all'erogazione di servizi di integrazione e di supporto per la didattica e la ricerca. Il sistema si articola in cinque biblioteche di area oltre ad un punto di servizio multidisciplinare presso il polo universitario di Prato:
- Biblioteca biomedica;
- Biblioteca di scienze;
- Biblioteca di scienze sociali;
- Biblioteca di scienze tecnologiche;
- Biblioteca umanistica.

È parte integrante del sistema bibliotecario d’Ateneo anche il Centro di documentazione sulle alluvioni di Firenze (CEDAF), nato in continuità con il Progetto Firenze 2016, promosso dall’Università degli Studi di Firenze in vista del cinquantenario dell’alluvione del novembre 1966. Il CEDAF ha sede presso la Biblioteca Umanistica in piazza Brunelleschi 4 a Firenze ed è dedicato alla ricerca, al recupero e all’elaborazione dell’informazione bibliografica e documentale relativa all’Alluvione di Firenze del 1966 e alle tematiche connesse.

#### Storia
Il nucleo scientifico più importante è costituito dalle raccolte del Reale Museo di fisica e storia naturale, fondato da Pietro Leopoldo di Lorena nel 1775, esso conteneva una ricca raccolta di macchine e di strumenti tecnico-scientifici, tra cui le macchine di Galileo – in seguito affidate al Museo Galileo – vi si trovava altresì annesso un osservatorio astronomico (La Specola), nome poi tramandato al Museo zoologico.
Nel 1859 nacque l'Istituto di studi superiori, pratici e di perfezionamento di Firenze, composto da quattro sezioni originarie, in seguito ridottesi a tre, con lo spostamento della sezione di studi legali a Pisa: scienze naturali, medicina e chirurgia, filosofia e filologia. Lo sviluppo dell'istituto condusse alla riassegnazione di varie collezioni di strumenti, apparati e testi; i libri furono destinati alle biblioteche che venivano creandosi in seno alle rispettive facoltà e discipline, mentre gli oggetti e gli strumenti furono affidati alla cura conservativa dei musei universitari.
Nel 1924, la conversione dell'istituto di studi superiori in università fece incrementare le facoltà dell'ente acuendo la frammentazione delle biblioteche e delle collezioni in esse custodite. Nel 1995 il sistema bibliotecario fu implementato per gestire in modo centralizzato e omogeneo le biblioteche in precedenza autonome, unitamente alla ricostituzione delle quattro grandi partizioni dell'Istituto di studi superiori, cui si aggiunse l'area disciplinare tecnologica.

### Musei
Il sistema museale dell'ateneo fiorentino è composto da:
- Museo di storia naturale
- Villa Galileo
- Villa La Quiete

### Firenze University Press
Firenze University Press è la casa editrice dell'Università degli Studi di Firenze. Nasce nel 2000 in seguito ad un progetto sperimentale promosso dal sistema bibliotecario di Ateneo. Supporta l'Università di Firenze nella diffusione dei risultati della propria ricerca.

## Altre attività

### Compagnia teatrale
Fondata nel 2006, la compagnia teatrale universitaria "Binario di Scambio" è una specifica attività formativa e scientifica di carattere sperimentale degli studenti dei corsi di laurea in progettazione e gestione di eventi e imprese dell'arte e dello spettacolo e in scienze dello spettacolo, che si svolgono presso la sede di Prato. Laboratorio creativo permanente, aperto a tutti gli iscritti dell'Ateneo fiorentino.

### Coro

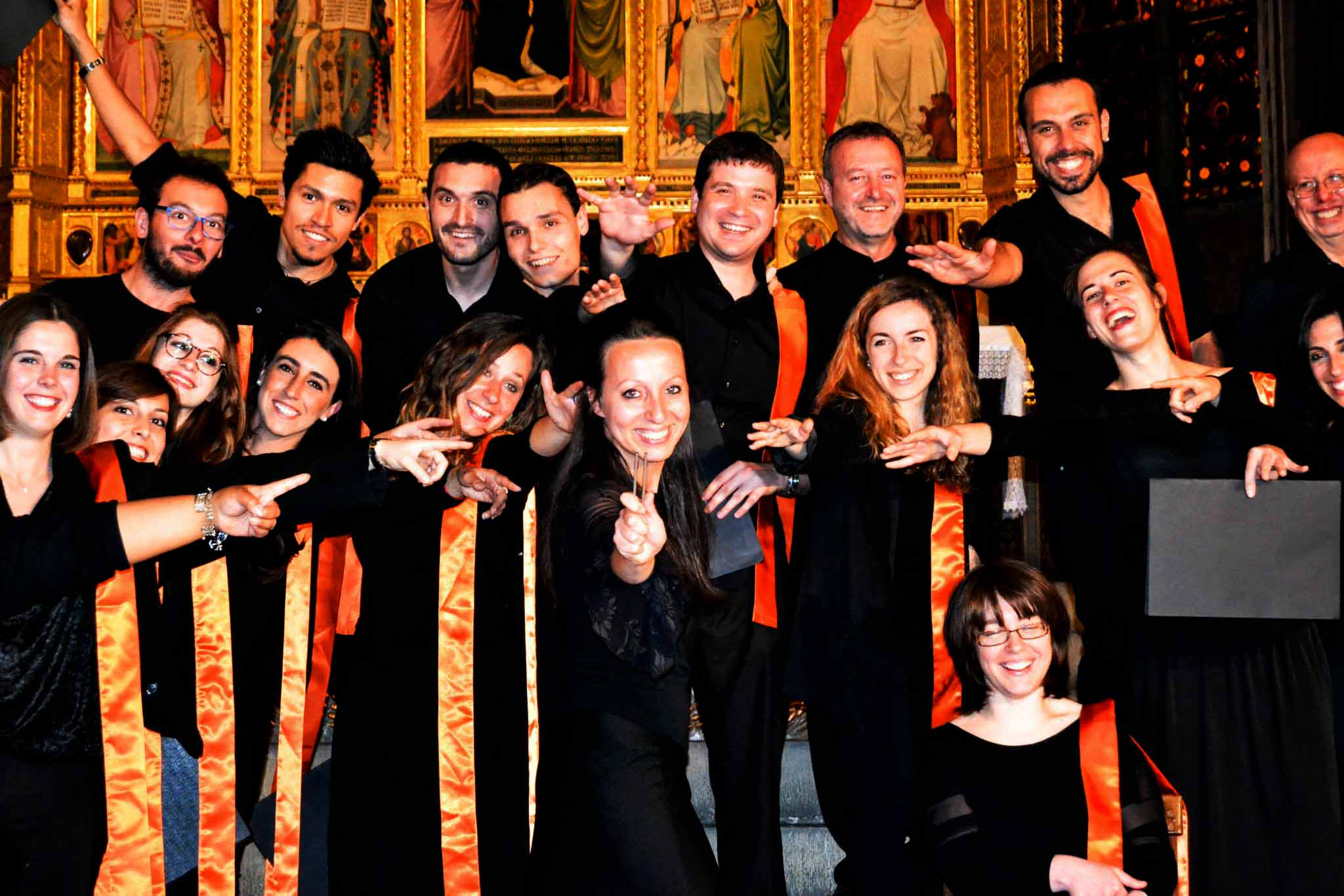
Il coro universitario di Firenze in una pausa durante una sessione di registrazione.

Il coro universitario di Firenze è un coro misto composto da un organico di circa quaranta elementi con repertorio prevalentemente a cappella, tratto dalla tradizione colta europea. Nato nel 1996, si è costituito come associazione nel 2000. Dal 2005 al 2015 Valentina Peleggi è stata il Direttore Musicale e Artistico, sotto la cui guida nel dicembre del 2011 il Coro Universitario di Firenze ha ricevuto il riconoscimento di coro di interesse nazionale dal Ministero per i beni e le attività culturali.

### Orchestra
L'orchestra dell'università di Firenze sorse nel 1996 e per quattro edizioni, dal 2012 al 2015, si esibì prendendo parte al "Tempio delle Muse", ossia una rassegna di concerti svoltisi nelle varie sezioni del Museo di storia naturale dell'ateneo.

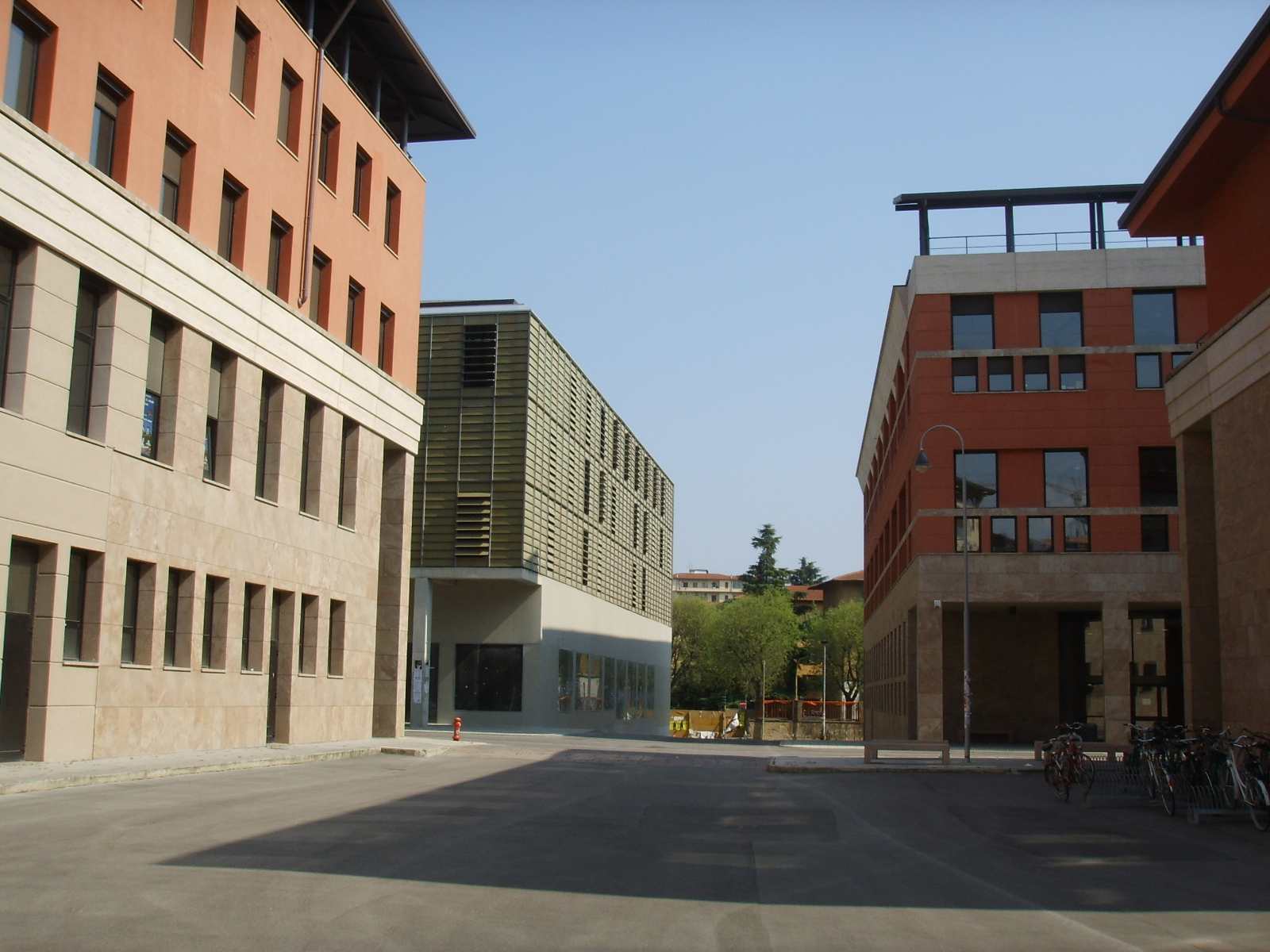
Il nuovo polo delle scienze sociali a Novoli.

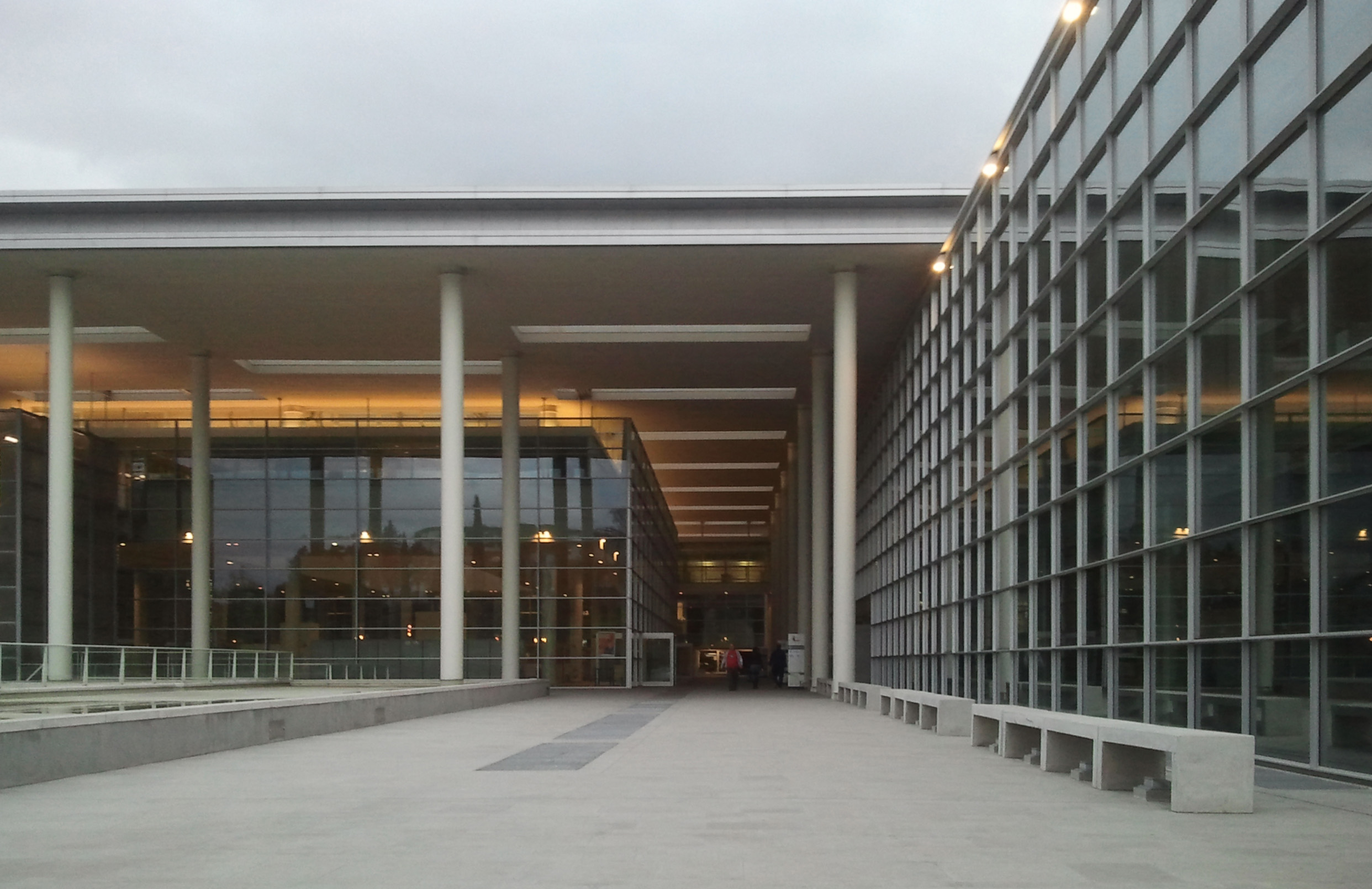
Area universitaria dell'azienda ospedaliero universitaria di Careggi.

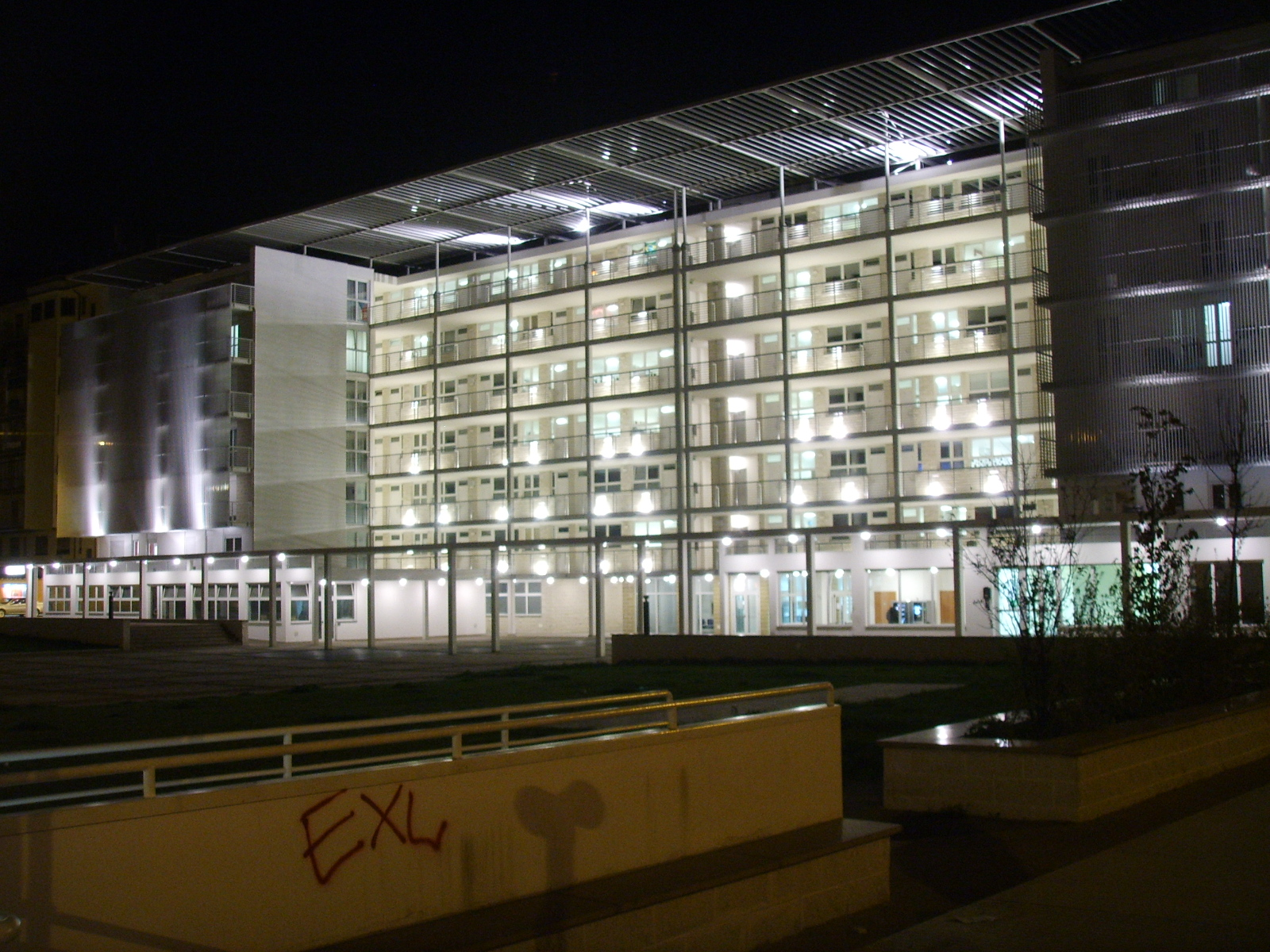
Casa dello Studente

## Controversie
Come molti altri grandi atenei d'Italia, anche l'Università degli Studi di Firenze è stata intaccata da scandali finiti alla ribalta delle cronache in merito alla mancanza di correttezza, trasparenza ed equità nelle procedure espletate.

## Rettori
- Giulio Chiarugi[23] (1924-1926)
- Enrico Burci (1926-1930)
- Bindo de Vecchi (1930-1936)
- Giorgio Abetti (1936-1937) – pro-rettore
- Arrigo Serpieri (1937-1943)
- Piero Calamandrei (luglio-ottobre 1943)
- Jacopo Mazzei (1943-1944) – delegato facente funzione
- Mario Marsili Libelli (febbraio-agosto 1944)
- Enrico Greppi (agosto-settembre 1944) – delegato facente funzione
- Piero Calamandrei (1944-1945) – pro-rettore
- Piero Calamandrei (1945-1947)
- Bruno Borghi (1947-1953)
- Eustachio Paolo Lamanna (1953-1961)
- Gian Gualberto Archi (1961-1967)
- Giacomo Devoto (1967-1968)
- Carlo Alberto Funaioli (1968-1971)
- Giorgio Sestini (1971-1973)
- Giuseppe Parenti (1973-1976)
- Enzo Ferroni (1976-1979)
- Franco Scaramuzzi (1979-1991)
- Paolo Blasi (1991-2000)
- Augusto Marinelli (2000-2009)
- Alberto Tesi (2009-2015)
- Luigi Dei (2015-2021)
- Alessandra Petrucci (dal 2021)